# Monosynamma bohemanni
Monosynamma bohemanni is een wants uit de familie van de blindwantsen (Miridae). De soort werd voor het eerst wetenschappelijk beschreven door Carl Fredrik Fallén in 1829. De wants is vernoemd naar Carl Henrik Boheman, een entomoloog uit Zweden.

## Uiterlijk
De zwarte of bruinzwarte, ovale of langwerpig ovale wants is als volwassen dier altijd langvleugelig en kan 2,5 tot 4 mm lang worden. De voorvleugels zijn licht en donker getekend en zijn bedekt met fijne haartjes. Het uiteinde van het verharde gedeelte van de vleugels (cuneus) is wit met een zwarte punt. Het doorzichtige gedeelte van de vleugels is zwart met witte vlekken en witte aders. Het halsschild en scutellum hebben meestal over het midden een gele of bruinrode lijn. Van de zwarte antennes is het derde en vierde segment vaak bruin, bij de vrouwtjes ook een gedeelte van het tweede segment. De pootjes hebben dijen met een licht uiteinde en op de schenen staan stekeltjes in zwarte stippen.
Monosynamma bohemanni lijkt sterk op Monosynamma maritimum en op Monosynamma sabulicola. Het is zelfs onduidelijk of het bij deze drie wantsensoorten niet om een enkele soort gaat. Vooralsnog worden ze als eigen soort erkend. Monosynamma maritimum zou alleen op kruipwilg (Salix repens) leven in de duinen langs de kust en de Monosynamma sabulicola alleen op smalbladige wilgen zoals kraakwilg (Salix fragilis), schietwilg (Salix alba) en katwilg (Salix viminalis) langs oevers van rivieren.

## Leefwijze
De soort overwintert als eitje en er is een enkele generatie per jaar. De wantsen zijn volwassen in mei en zijn dan tot oktober te vinden op wilgen (Salix)

## Leefgebied
In Nederland is de soort algemeen. Het verspreidingsgebied is Holarctisch, van Europa tot Noord-Amerika en Azië.